# Jean-Martin Charcot

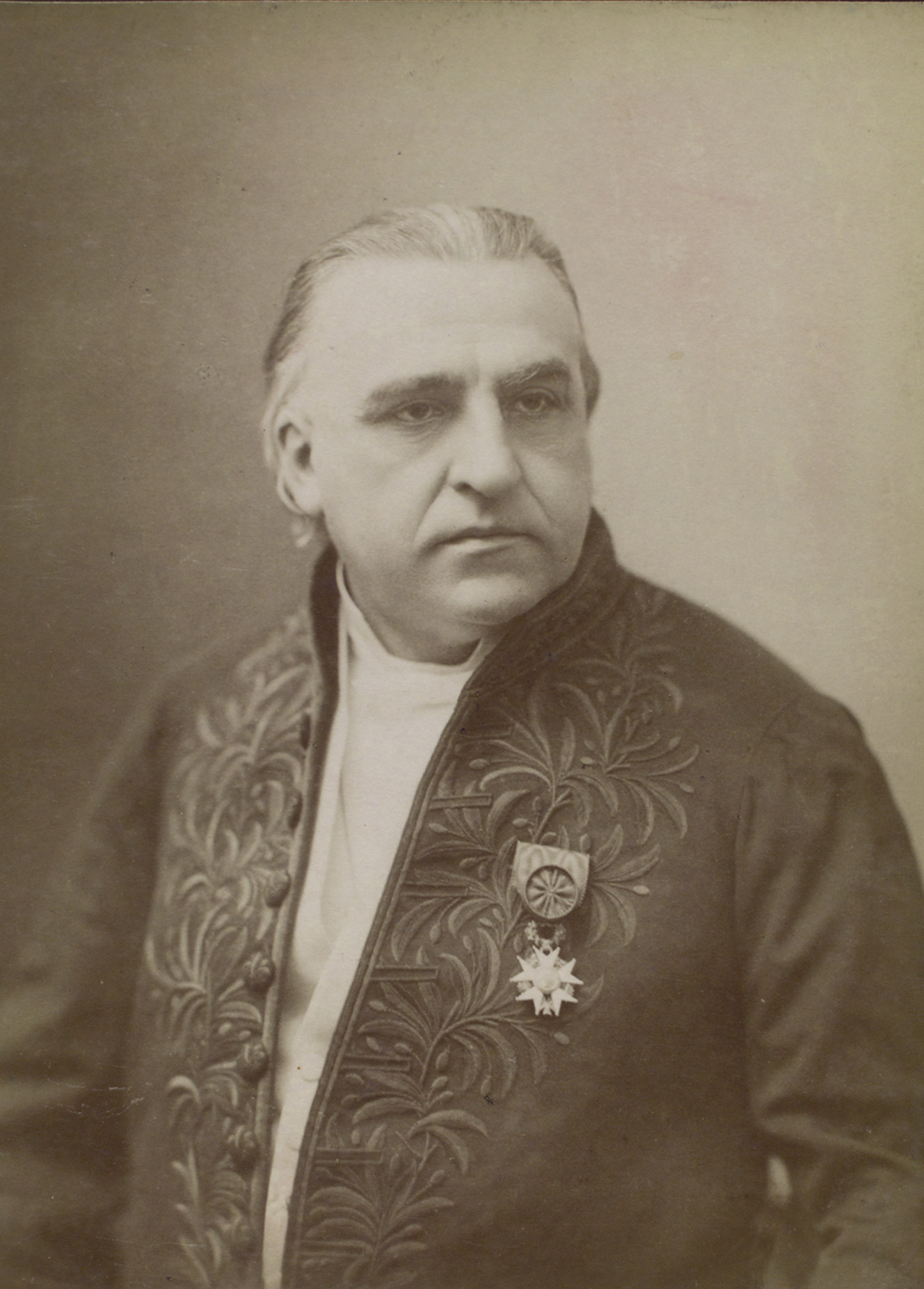
Jean-Martin Charcot in het geborduurde uniform van de Académie des sciences. Hij draagt zijn Legioen van Eer

Jean-Martin Charcot (Parijs, 29 november 1825 - Morvan, 16 augustus 1893) was een Franse arts die wordt beschouwd als een van de grondleggers van de neurologie.
Na aan de Sorbonne gepromoveerd te zijn met als specialisme gewrichtsreuma, ging hij werken als ziekenhuisarts. Hij trouwde in 1864 met een rijke weduwe, Madame Durvis, en samen kregen ze twee kinderen, Jeanne en Jean-Baptiste. Laatstgenoemde werd een beroemde poolreiziger. Na enige jaren keerde Jean-Martin Charcot terug naar Parijs, waar hij werd benoemd tot hoogleraar in de pathologische anatomie. Hij verrichtte zeer veel onderzoek naar anatomie en de pathologie van het zenuwstelsel en ontdekte de ziekte amyotrofe laterale sclerose (ALS). Ook toonde hij aan dat multiple sclerose en de ziekte van Parkinson twee verschillende ziekten waren. De ziekte van Charcot-Marie-Tooth, een perifere zenuwziekte, is naar hem vernoemd samen met Pierre Marie (1853-1940) en Howard H. Tooth (1856-1926). In 1882 werd speciaal voor Charcot de eerste leerstoel voor ziekten van het zenuwstelsel opgericht aan het Hôpital de la Salpêtrière (Parijs).
Als dank en erkenning voor zijn werk werd hij in 1883 benoemd tot lid van de Académie de médecine en de Académie des sciences.
In de latere jaren van zijn carrière deed hij ook onderzoek naar de verschijnselen van hysterie, waarvoor hij onder andere hypnose gebruikte. Ook na zijn overlijden was Charcot van invloed op de psychiatrie en psychoanalyse. Veel van Charcots kennis werd namelijk overgenomen door zijn leerling/student Sigmund Freud. Ook Alfred Binet en Georges Gilles de la Tourette studeerden onder Charcot.
- Bibsys: 90337867
- Biblioteca Nacional de España: XX1030775
- Bibliothèque nationale de France: cb12424494s (data)
- Catàleg d'autoritats de noms i títols de Catalunya: 981058588945506706
- CiNii: DA00687593
- Stuttgart Database of Scientific Illustrators 1450–1950: 2222
- Gemeinsame Normdatei: 118976001
- International Standard Name Identifier: 0000 0001 2138 8348
- Library of Congress Control Number: n79065894
- Nationale Bibliotheek van Letland: 000316750
- Base Léonore: LH//488/10
- Bibliotheek van het Japanse parlement: 00650216
- Nationale Bibliotheek van Tsjechië: nlk20000090013
- Nationale bibliotheek van Australië: 35804277
- Nationale Bibliotheek van Israël: 987007270966105171
- Nationale Bibliotheek van Polen: a0000002894523
- Nederlandse Thesaurus van Auteursnamen: 06820101X
- PIC: 1756
- RKD-Nederlands Instituut voor Kunstgeschiedenis: 380997
- Istituto Centrale per il Catalogo Unico: CFIV103405
- LIBRIS: 181408
- SNAC: w6669b43
- Système universitaire de documentation: 033372519
- Trove: 1094905
- Union List of Artist Names: 500215102
- Virtual International Authority File: 71481596
- WorldCat: E39PBJxCCtRvhj6fFtq6MYFqcP